# Katy Croff Bell
Katy Croff Bell (1978) es una exploradora marina estadounidense que ha realizado más de 30 expediciones oceanográficas y arqueológicas. 

## Educación
Katy Croff Bell recibió una licenciatura en Ingeniería Oceánica en el Instituto de Tecnología de Massachusetts en 2000, trabajando con el profesor David Mindell en el grupo de Arqueología de Deepwater. Después de la universidad, pasó el 2001 como miembro del programa John A. Knauss Marine Policy en la Oficina de Exploración Oceánica de NOAA. Completó una maestría en Arqueología Marítima de la Universidad de Southampton antes de trasladarse a la Escuela Superior de Oceanografía en Rhode Island. Fue nombrada exploradora emergente de la National Geographic en 2006. En la Universidad de Rhode Island, se le otorgó el premio Ada Sawyer en 2007 y el premio Robert McMaster en 2008. Bell completó su doctorado sobre el origen de las características de sedimentos marinos en el sur del mar Egeo, en la Universidad de Rhode Island en 2011, bajo la supervisión de Robert Ballard.

## Investigación y carrera
En 2011, Bell se convirtió en vicepresidenta de Ocean Exploration Trust.  Fue jefa científica del buque de exploración EV Nautilus de Robert Ballard, supervisando las expediciones al mar Mediterráneo, el mar Negro, el Golfo de México, el mar Caribe y el Océano Pacífico del este. El programa de exploración Nautilus fue una iniciativa científica pública, que compartió el proceso y los resultados de la exploración oceánica con todo el mundo. La expedición atrajo una importante cobertura mediática, y Bell dio entrevistas y conferencias varias.
Fue miembro del MIT Media Lab Director en 2014. Además de destacadas expediciones, Bell dio conferencias sobre exploración y tecnología submarinas. Cuando Bell estuvo embarazada de su primer hijo en 2015, utilizó la tecnología de telepresencia para participar en las expediciones de Nautilus en el Golfo de México y el Océano Pacífico del este. Ese año, participó en la campaña de redes sociales #ILookLikeAnEngineer. Dirigió un equipo de exploradores del MIT en una exploración de las profundidades oceánicas en la costa del sur de California en 2016. En 2017, como científica visitante del MIT, creó la iniciativa Open Ocean en Media Lab. Poco después, desarrolló tecnología para proyectos de exploración oceánica para permitir la educación y la ciencia a distancia.
Más tarde se convirtió en vicepresidente del Comité Asesor Federal de Áreas Marinas Protegidas. Asimismo es una PADI Advanced Open Water Diver. En julio de 2017, se convirtió en la primera mujer miembro en tecnología en National Geographic. Adicionalmente, es miembro fundadora de Ocean Collectiv, un grupo que busca encontrar soluciones a los problemas complejos del océano.